# カット・トゥ・ザ・フィーリング
カット・トゥ・ザ・フィーリング（英: Cut to the Feeling）は、カナダ人歌手カーリー・レイ・ジェプセンの楽曲で、2016年公開のカナダ映画『フェリシーと夢のトウシューズ』のサウンドトラックとして作られた曲である。アメリカでは映画のプロモーション用にシングル発売され、ミュージックビデオも制作されている。その他、MTVのリアリティ番組『シエスタ・キー』のテーマソングとして使用されており、日本では花王ビオレのCMソングとして民放各局で放映されている。

## 概要
この曲は元々、ジェプセンの3枚目のアルバム『エモーション』の制作過程で作曲されたものであるが、「映画的で劇場的」過ぎるとして選曲から漏れている。その時点では、同アルバムの補完作品である『エモーション・サイドB』への収録も意図されていたが実現せず、その後ジェプセン自身の同意と、楽曲が映画の内容に相応しいかを見極めた上で『フェリシーと夢のトウシューズ』のサウンドトラック収録が決定した。ただし『エモーション・サイドB』への収録については、2017年9月13日に「カット・トゥ・ザ・フィーリング」を追加した形態で『カット・トゥ・ザ・フィーリング～エモーション・サイドB+』として日本限定発売されている。ジェプセンが映画に提供した楽曲はこの曲のほか、「ランナウェイズ」の合計2曲である。
曲のジャンルとしてはパワー・ポップおよびシンセポップにあたる。
曲調はイ長調で進行し、ジェプセンのボーカル声域はイ（A3）から二点イ（A5）の丸2オクターブに及ぶ。

## チャート
| チャート（2017年）                       | 最高位 |
| ---------------------------------------- | ------ |
| ハンガリー (Rádiós Top 40)               | 23     |
| 日本 (Japan Hot 100)                     | 13     |
| 日本洋楽 (Billboard)                     | 3      |
| スコットランド (Official Charts Company) | 62     |
| アメリカBillboard Digital Songs          | 42     |
| US Dance Club Songs (Billboard)          | 54     |

## 発売日
| 国     | 日付          | 企画                 | レーベル                           |
| ------ | ------------- | -------------------- | ---------------------------------- |
| 全世界 | 2017年5月26日 | デジタルダウンロード | ユニバーサル ミュージック グループ |